# Minne Veldman
Minne Veldman (Sauwerd, 8 februari 1980) is een Nederlands musicus: organist, koordirigent en componist/arrangeur, die vooral naam maakt als concertorganist en begeleider van samenzang.

## Opleiding
In 1990 kreeg hij voor het eerst orgelles. Zijn leermeesters waren achtereenvolgens Roelof Elsinga, Sietze de Jong en Harm Jansen. Aan het Conservatorium in Zwolle studeerde hij hoofdvak Orgel bij Harm Jansen, waar hij in 2001 slaagde voor zijn eindexamen. Op 14-jarige leeftijd begeleidde Veldman in Hasselt voor het eerst een kerkdienst en twee jaar later gaf hij in Zwolle zijn eerste orgelconcert. In 1997 en 1998 won hij het Flevolands Orgelconcours voor jongeren.

## Kerkorganist
Als vaste organist was hij van 1995-1997 verbonden aan de Gereformeerde Kerk te Hasselt. Sinds 1998 is hij organist van de vrijgemaakt-gereformeerde  Rehobothkerk te Urk.

## Concertorganist
Sinds 1996 geeft Minne Veldman orgelconcerten. Tegenwoordig zijn dat er zo'n 50 per jaar, verspreid over het hele land en soms daarbuiten. Daarbij bespeelt hij met regelmaat de grote, toonaangevende orgels van Nederland, zoals in Kampen, Hasselt, Den Haag en Gorinchem. Daarnaast is hij een graag geziene gast in veel concertseries. In 2019 vierde hij zijn 25-jarig organistenjubileum. Buiten Nederland trad hij op in Zuid-Afrika, Frankrijk, Duitsland, Oostenrijk en Hongarije. Tijdens de coronacrisis in 2020-2021 gaf Minne Veldman tientallen online-orgelconcerten via zijn YouTube-kanaal.

## Orgelfeest
Minne Veldman is de bedenker en organisator van het Orgelfeest (www.orgelfeest.nl). Eens per jaar verzorgt hij samen met Marco den Toom een avondvullend feestconcert op een tot de verbeelding sprekend instrument. Op 25 januari 2014 werd de eerste editie georganiseerd in de Oude Kerk te Amsterdam. Volgende edities vonden/vinden plaats in Haarlem (Grote of Sint Bavokerk, 2015), Utrecht (Domkerk, 2016), Zwolle (Grote of Sint Michaëlskerk, 2017), Breda (Grote of Onze Lieve Vrouwekerk, 2018) en Maassluis (Groote of Nieuwe Kerk, 2019). De editie van 2020 (opnieuw in de Oude Kerk te Amsterdam) kon vanwege de coronacrisis niet doorgaan.

## YouTube-Orgeldag
Minne Veldman is de bedenker en organisator van de YouTube-Orgeldag (www.youtube-orgeldag.nl). Elk jaar op de derde zaterdag van september organiseert hij in de Rehobothkerk te Urk een speel- en ontmoetingsdag voor organisten en orgelliefhebbers met een YouTube-account, met als doel het bevorderen van de goede onderlinge contacten, het uitwisselen van ervaringen en, meer algemeen, het bevorderen en stimuleren van de orgelcultuur.

## Cd's
Van zijn orgelspel zijn meerdere cd's verschenen:
1. Minne Veldman bespeelt het A.A. Hinsz-orgel in de Grote Kerk te Harlingen (2002)
2. Minne Veldman bespeelt het A.A. Hinsz-orgel in de Martinikerk te Bolsward (2004)
3. Minne Veldman bespeelt het A.A. Hinsz-orgel in de Sint Nicolaas- of Bovenkerk te Kampen (2006)
4. Minne Veldman - Duitse en Franse orgelwerken - Grote of Stephanuskerk Hasselt (2008)
5. Minne Veldman - Koraalbewerkingen - Kampen, Amersfoort, Hasselt (2008)
6. Minne Veldman - J.H.H. Bätz-orgel - Evangelisch-Lutherse Kerk Den Haag (2011)
7. Minne Veldman - Eigen Koraalbewerkingen - Bolsward, Hasselt, Den Haag (2013)
8. Minne Veldman - Johann Sebastian Bach (1685-1750) - Grote of Sint Nicolaaskerk Vollenhove (2014)
9. Minne Veldman - Orgelconcert op twee orgels - Bovenkerk Kampen (2014)
10. Minne Veldman - Koraalbewerkingen Feike Asma - Den Haag, Kampen, Hasselt, Utrecht, Haarlem (2016)
11. Minne Veldman - Orgelliteratuur - Grote of Jacobijnerkerk Leeuwarden (2019)
12. Minne Veldman - Eigen Koraalbewerkingen - Breda, Leeuwarden, Gorinchem, Maassluis (2019)

Samenzang-cd's:
1. Hem verhogen in mijn lied - Samenzang vanuit de Bovenkerk te Kampen, deel 1
2. Hij is mijn lied, mijn psalmgezang - Samenzang vanuit de Bovenkerk te Kampen, deel 2
3. 'k Zal psalmen zingen tot Zijn eer - Samenzang vanuit de Bovenkerk te Kampen, deel 3
4. Zijn Naam blijft eeuwiglijk geprezen - Samenzang vanuit de Bovenkerk te Kampen, deel 4
5. God, de Heer, regeert - Niet-ritmische samenzang vanuit de Grote Kerk te Hasselt
6. Kerst met de Psalmzangdag - organist Minne Veldman

Sinds 2004 worden alle cd's van Minne Veldman opgenomen en uitgegeven door STH Records.

## Koren
Veldman is dirigent van 5 koren:
1. Kinderkoor De Blijde Stem (Urk, sinds 1997)
2. Christelijk Gemengd Koor Shalom (IJsselmuiden, sinds 2013)
3. Gereformeerd Drachtster Mannenkoor (Drachten, sinds 2017)
4. Gereformeerd Mannenkoor 't Vechtdal (Hardenberg, sinds 2017)
5. Christelijk Koor Jubilate (Nieuwleusen, sinds 2019, ontstaan uit een fusie van Zingt voor Hem te Ommen en De Lofstem te Rouveen)

In het verleden was hij dirigent van:
1. Christelijk Mannenkoor Meppel (Meppel, 2002-2005)
2. Christelijk Gemengd Koor Adoramus (Urk, 1998-2006, opgegaan in een fusie met Excelsior)
3. Kinderkoor Immanuël (Ommen, 2006-2007)
4. Christelijke Koorvereniging Sursum Corda (Bunschoten-Spakenburg, 2002-2010)
5. Jeugdkoor Let Us Worship (Urk, 2003-2011)
6. Gereformeerd Mannenkoor Adoramus (Hoogeveen, 2002-2013)
7. Mannenkoor Harpe Davids (Genemuiden, sinds 2011)
8. Christelijk Gemengd Koor Excelsior (Urk, sinds 2006; voorheen Adoramus, sinds 1998)
9. Gereformeerd Gemengd Koor Zingt voor Hem (Ommen e.o., 2006-2019, gefuseerd met De Lofstem te Rouveen tot Jubilate te Nieuwleusen)

## Werken
Verder is Veldman werkzaam als componist/arrangeur en uitgever van eigen bladmuziek voor orgel en voor koren. Zo verschenen 25 bundels met Koraalbewerkingen voor orgel en 4 delen met Eenvoudige Psalmbewerkingen, waarvan ook enkele delen in klavarskribo uitgegeven zijn. In 2013 schreef hij Oranje Boven!, een oud-Hollandse rapsodie, ter gelegenheid van 200 jaar Koninkrijk der Nederlanden, de troonswisseling en de 75e verjaardag van toenmalig Koningin Beatrix. Ook gaf hij twee bundels met transcripties uit: Il Festival in Classico (een festival van bekende klassieke composities, voor orgel bewerkt door Minne Veldman) en Saltarello (het laatste deel uit de 4e Symphonie (Italiaanse Symphonie) van Felix Mendelssohn-Bartholdy. In 2018 verscheen A Festival of Carols, een orgelwerk over 7 kerstliederen.
Ook schreef hij nieuwe liederen voor gemengd koor, mannenkoor en kinderkoor.
Uitgegeven werken voor orgel:
1. Meditatie en Koraal Psalm 141:2-3 - (Koraalbewerkingen 1)
2. Fugatisch Voorspel en Koraal Psalm 110:3 - (Koraalbewerkingen 1)
3. Koraalbewerking Psalm 52:5 - (Koraalbewerkingen 1)
4. Trio en Koraal De Heer is mijn Herder - (Koraalbewerkingen 1)
5. Koraalfinale Geprezen zij de Heer die eeuwig leeft - (Koraalbewerkingen 2)
6. Orgelkoraal Beveel gerust uw wegen - (Koraalbewerkingen 2)
7. Trio en Koraal Aan U behoort, o Heer der heren - (Koraalbewerkingen 2)
8. Koraalbewerking Psalm 90:1 - (Koraalbewerkingen 3)
9. Variaties over het Zondagsschoollied Eenmaal mochten kind'ren rondom Jezus staan - (Koraalbewerkingen 3)
10. Fantasie-Toccata Psalm 105:3-5 - (Koraalbewerkingen 3)
11. Fantasie-Toccata Ere zij aan God, de Vader - (Koraalbewerkingen 4)
12. Trio en Koraal O grote God, die liefde zijt - (Koraalbewerkingen 4)
13. Fantasie Psalm 103:9 - (Koraalbewerkingen 4)
14. Trio, Koraalbewerking, Fugato en Finale Psalm 71:12, 17 - (Koraalbewerkingen 5)
15. Variaties Psalm 128:1 - (Koraalbewerkingen 6)
16. Voorspel en Koraal Psalm 2:1 - (Koraalbewerkingen 6)
17. Toccatine en Koraal Psalm 98:1-3 - (Koraalbewerkingen 6)
18. Fantasie Psalm 85:3-4 - (Koraalbewerkingen 7)
19. Trio, Toccata en Koraal Psalm 86:6 - (Koraalbewerkingen 7)
20. Koraalfinale God is getrouw, Zijn plannen falen niet - (Koraalbewerkingen 8)
21. Fantasie-Toccata Psalm 75:1 - (Koraalbewerkingen 9)
22. Orgelkoraal Psalm 26:2 - (Koraalbewerkingen 9)
23. Liedbewerking Heer, ik kom tot U - (Koraalbewerkingen 9)
24. Orgelkoraal Op U, mijn Heiland, blijf ik hopen - (Koraalbewerkingen 10)
25. Fantasie Daar is uit 's werelds duist're wolken - (Koraalbewerkingen 10)
26. Aria en Koraal Ik kniel aan Uwe kribbe neer - (Koraalbewerkingen 10)
27. Liedbewerking Komt allen tezamen - (Koraalbewerkingen 10)
28. Variaties en Finale Psalm 101:1 - (Koraalbewerkingen 11)
29. Fantasie Psalm 27:7 - (Koraalbewerkingen 11)
30. Liedbewerking Heilig, heilig, heilig - (Koraalbewerkingen 12)
31. Fantasie Wat de toekomst brengen moge - (Koraalbewerkingen 12)
32. Fantasie Psalm 21:13 - (Koraalbewerkingen 13)
33. Fantasie Psalm 56:6 - (Koraalbewerkingen 14)
34. Trio, Orgelkoraal en Toccata Psalm 124 - (Koraalbewerkingen 15)
35. Alla marcia Psalm 100 - (Koraalbewerkingen 16)
36. Praeludium Psalm 33 - (Koraalbewerkingen 16)
37. Trio Van U zijn alle dingen - (Koraalbewerkingen 16)
38. Orgelkoraal Vaste Rots van mijn behoud - (Koraalbewerkingen 16)
39. Elegie Psalm 130 - (Koraalbewerkingen 17)
40. Feestvoorspel Ere zij aan God, de Vader - (Koraalbewerkingen 17)
41. Orgelkoraal Psalm 16:3 - (Koraalbewerkingen 17)
42. Toccatine Alle roem is uitgesloten - (Koraalbewerkingen 17)
43. Melodiebewerking Wie maar de goede God laat zorgen - (Koraalbewerkingen 18)
44. Feestvoorspel Psalm 89:1 - (Koraalbewerkingen 18)
45. Elegisch Voorspel Psalm 6:1- (Koraalbewerkingen 18)
46. Voorspel Psalm 84:1 - (Koraalbewerkingen 18)
47. Toccata over het Paaslied Daar juicht een toon, daar klinkt een stem - (Koraalbewerkingen 19)
48. Orgelkoraal Psalm 119:3 - (Koraalbewerkingen 20)
49. Gigue Psalm 87:5 - (Koraalbewerkingen 20)
50. Trio Heer, ik hoor van rijke zegen - (Koraalbewerkingen 20)
51. Orgelkoraal Here Jezus, om Uw woord - (Koraalbewerkingen 20)
52. Intrada Psalm 118:7 - (Koraalbewerkingen 21)
53. Trio Psalm 116 - (Koraalbewerkingen 21)
54. Toccata Heer onze God, hoe heerlijk is Uw naam - (Koraalbewerkingen 21)
55. Inleiding, Variaties en Finale Psalm 99:8 - (Koraalbewerkingen 22)
56. Inleiding, Variaties en Finale Psalm 111 - (Koraalbewerkingen 23)
57. Nocturne Psalm 4:4 - (Koraalbewerkingen 24)
58. Liedbewerking Elk uur, elk ogenblik - (Koraalbewerkingen 24)
59. Toccata Psalm 150:1 - (Koraalbewerkingen 24)
60. Symfonische Fantasie Psalm 145 - (Koraalbewerkingen 25)
61. Psalm 62 - (Eenvoudige Psalmbewerkingen 1)
62. Psalm 105 - (Eenvoudige Psalmbewerkingen 1)
63. Psalm 140 - (Eenvoudige Psalmbewerkingen 1)
64. Psalm 69 - (Eenvoudige Psalmbewerkingen 2)
65. Psalm 83 - (Eenvoudige Psalmbewerkingen 2)
66. Psalm 135 - (Eenvoudige Psalmbewerkingen 2)
67. Psalm 40 - (Eenvoudige Psalmbewerkingen 3)
68. Psalm 79 - (Eenvoudige Psalmbewerkingen 3)
69. Psalm 25 - (Eenvoudige Psalmbewerkingen 4)
70. Psalm 102 - (Eenvoudige Psalmbewerkingen 4)
71. Psalm 136 - (Eenvoudige Psalmbewerkingen 4)
72. Psalm 141 - (Eenvoudige Psalmbewerkingen 4)
73. Oranje Boven! Oud-Hollandse Rapsodie
74. Il Festival in Classico - Een Festival van bekende klassieke composities voor orgel bewerkt door Minne Veldman
75. Saltarello - uit 4. Italienische Sinfonie in A-dur, opus 90 (Felix Mendelssohn-Bartholdy, orgeltranscriptie door Minne Veldman)
76. A Festival of Carols - 7 kerstliederen voor orgel

Niet uitgegeven werken voor orgel (uitgevoerd op concerten en opnames):
1. Symfonische Fantasie Grote God, wij loven U
2. Fantasie Op bergen en in dalen
3. Fantasie Loof de Koning, heel mijn wezen
4. Fantasie-Toccata Psalm 72:10
5. Fantasie-Toccata Psalm 81
6. Fantasie Jezus is mijn toeverlaat
7. Fantasie-Toccata Halleluja, lof zij het Lam
8. Fantasie en Fuga Alle roem is uitgesloten
9. Variaties Psalm 87
10. Fantasie Hoor, de eng'len zingen d' eer
11. Fantasia Psalm 8
12. Parafrase Psalm 43:3,4
13. Fantasie Psalm 98
14. Toccata Psalm 108
15. Fantasie-Toccata Psalm 138
16. Toccata Psalm 149